# 茨城県立八千代高等学校
茨城県立八千代高等学校（いばらきんけりつ やちよこうとうがっこう）は、茨城県結城郡八千代町に所在する公立の高等学校。

## 設置学科
- 総合学科
  - 文理総合系列
  - 基礎教養系列
  - 自動車・電機系列
  - 商業実務系列
  - 福祉・家庭系列

## 概要・沿革
- 1975年（昭和50年）10月に『茨城県立北総高等学校』として猿島郡三和町（現古河市）と結城郡八千代町の境界部付近に新設校として普通科課程を茨城県が設置。
- 1976年（昭和51年）4月に名崎小学校の一部で開校した。当時の第7学区内及び隣の第8学区（猿島郡内）の共同通学可能校となる。
- 1994年（平成6年）4月に『茨城県立八千代高等学校』に改称。
- 1998年（平成10年）に総合学科に改編し、茨城県初の総合学科高校となった。

系列によって漢字検定や英語検定、数学検定、訪問介護員、危険物取扱者、簿記検定など生徒の進路等に合った資格が取得できる。